# Oberlin (Luisiana)
Oberlin es un pueblo ubicado en la parroquia de Allen en el estado estadounidense de Luisiana. En el Censo de 2010 tenía una población de 1770 habitantes y una densidad poblacional de 155,92 personas por km².

## Geografía
Oberlin se encuentra ubicado en las coordenadas 30°36′7″N 92°46′36″O / 30.60194, -92.77667. Según la Oficina del Censo de los Estados Unidos, Oberlin tiene una superficie total de 11.35 km², de la cual 11.35 km² corresponden a tierra firme y (0.05%) 0.01 km² es agua.

## Demografía
Según el censo de 2010, había 1770 personas residiendo en Oberlin. La densidad de población era de 155,92 hab./km². De los 1770 habitantes, Oberlin estaba compuesto por el 54.52% blancos, el 40.23% eran afroamericanos, el 0.85% eran amerindios, el 1.53% eran asiáticos, el 0% eran isleños del Pacífico, el 0.45% eran de otras razas y el 2.43% pertenecían a dos o más razas. Del total de la población el 0.96% eran hispanos o latinos de cualquier raza.